# Putovanje
Putovanje je kratkotrajna promjena mjesta boravka (zrakoplovom, brodom, vlakom, automobilom ili drugim prijevoznim sredstvom), u poslovne ili turističke svrhe.
Razlozi putovanja uključuju: rekreaciju, odmor, turizam, posjećivanje ljudi, volontersko putovanje u dobrotvorne svrhe, migraciju kako bi se započeo život negdje drugdje, vjerska hodočašća i misijska putovanja, poslovna putovanja ili iz drugih razloga. Putnici mogu putovati hodanjem ili vožnjom biciklom; ili vozilom, kao što su: javni prijevoz, automobili, vlakovi, trajekti, brodovi, brodovi za krstarenje i zrakoplovi. Pisani ili snimljeni zapis s putovanja obično se naziva reportaža. Književni putopisni zapisi su putopisi.
Motivi putovanja su: zadovoljstvo, opuštanje, otkriće i istraživanje, avantura, odvajanje vremena za izgradnju međuljudskih odnosa, izbjegavanje stresa i dr.
Putovanja sežu još u antičko doba kada su bogati Stari Grci i Rimljani putovali u svoje ljetnikovce i vile u gradovima kao što su: Pompeji i Baia. Dok su rana putovanja obično bila sporija, opasnija i njima su uglavnom dominirali trgovina i migracija, kulturni i tehnološki napredak tijekom godina činio je putovanja lakšim i dostupnijim. Čovječanstvo je prešlo dug put na području transporta otkako je Kristofor Kolumbo 1492. otplovio u novi svijet iz Španjolske; ekspediciji je trebalo više od 10 tjedana da stigne do svog konačnog odredišta; a u 21. stoljeću zrakoplovom je moguće putovati iz Španjolske u Sjedinjene Države u manje od 8 sati.

## Galerija
- Kip putnika u Oviedu.
- Unutrašnjost Zračne luke „Franjo Tuđman” u Zagrebu.
- Vlak i autobus u Puli.
- Turistički vlakić na Plitvičkim Jezerima.